# Olios macroepigynus
Olios macroepigynus är en spindelart som beskrevs av Soares 1944. Olios macroepigynus ingår i släktet Olios och familjen jättekrabbspindlar. Inga underarter finns listade i Catalogue of Life.